# Christian Christoffersen
Christian Christoffersen (født 20. august 1827 i Nørre Aaby, død 19. marts 1914) var en dansk gårdejer og politiker. Han var medlem af Folketinget som venstremand fra 1884 til 1892.

## Levned
Christoffersen var søn af gårdejer Christoffer Jensen i Nørre Aaby ved Middelfart. Han købte i 1853 20 tønder land lidt vest for sit barndomshjem på Bro Mark i Brenderup Sogn, hvor han byggede en gård. I 1865 købte han mere jord og byggede endnu en gård, hvorefter han solgte den første gård i 1869. Jorden han opkøbte var dårlig landbrugsjord, men han forbedrede jordene med dræning og mergling så gårdene blev rentable.
Christoffersen var præget af den fynske vækkelse og var med til at oprette en friskole.

## Politisk karriere
Han var medlem af sognerådet i Brenerup Kommune fra 1865 til 1870. Han var stiller for Klaus Berntsen ved folketingsvalgene i Bogensekredsen fra 1873 til 1881, og stillede op i kredsen ved folketingsvalget i 1884 da Berntsen havde trukket sig. Christoffersen blev genvalgt ved de næste to folketingsvalg, men stillede ikke op ved valget i 1882. Ved dette valg blev provst M.C.B. Nielsen fra Det forhandlende Venstre valgt. Da Christoffersen var uenig i Det forhandlende Venstres forligspolitik, stillede han igen op mod M.C.B. Nielsen ved folketingsvalget i 1895, men tabte stort og stillede ikke op igen.